# David Nugent
Pour les articles homonymes, voir Nugent.
David Nugent, né le 2 mai 1985 à Huyton, est un footballeur anglais qui évolue au poste d'attaquant.

## Carrière

### En club
Ayant été jugé, lors de sa jeunesse, pas suffisamment bon pour jouer pour Liverpool FC, David Nugent signe un contrat professionnel pour Bury Football Club en 2002, où il fait ses débuts à l'âge de 16 ans. Au début de la saison 2004/2005, évoluant au poste d'attaquant, il brille en championnat, et de plus grand clubs anglais sont devenus intéressés par lui, mais il a finalement décider de signer, en janvier, pour Preston North End, pour un coût d'environ 150 000 €. 
La saison 2005/2006, David Nugent est le meilleur buteur de Football League Championship avec 21 buts.
David Nugent joue, depuis 2005, 9 fois pour les espoirs d'Angleterre, et en mars 2007 il est sélectionné, par Steve McClaren pour jouer en équipe nationale, bien qu'il ne jouait que dans la deuxième division anglaise. Nugent marque le dernier but du match contre l'Andorre à la 90e minute.
Le 5 juillet 2011, après avoir été laissé libre par Portsmouth, il signe à Leicester City.
Le 14 août 2015, il signe pour trois saisons avec Middlesbrough. Il marque 9 buts en 45 matchs avec Boro.
Le 9 janvier 2017, Nugent s'engage pour deux ans et demi avec Derby County.
Le 17 juillet 2019, après avoir été laissé libre par Derby, il signe à Preston.

### En sélection
Nugent a fait ses débuts pour l'équipe nationale le 28 mars 2007 lors un match contre l'Andorre. Il est le premier joueur de Preston North End à représenter l'Angleterre depuis Tom Finney, 49 ans avant, et le premier, depuis David James de West Ham United en 2003, à y jouer alors que son club n'évolue pas dans le premier niveau national, bien que Jay Bothroyd ait depuis réussi la même performance.

## Palmarès

### En club
Portsmouth FC
- Vainqueur de la Coupe d'Angleterre en 2008.

 Leicester City
- Champion d'Angleterre de D2 en 2014.

 Middlesbrough
- Vice-champion d'Angleterre de D2 en 2016.

 Tranmere
- Finaliste de la EFL Trophy en 2021

### Distinction personnelle
- Meilleur jeune joueur de la Football League en 2006.